# Gertrud Slottke
Gertrud Slottke (Mühlenthal, Oost-Pruisen, 6 oktober 1902 - Stuttgart, 17 december 1971) was een Duits secretaresse, die bij de afdeling IV B 4 van de Sicherheitspolizei und SD in Den Haag medeverantwoordelijk was voor de deportatie van bijna 55.000 Joden.
Slottke was de dochter van een molenaar en groeide op in West-Pruisen en in Danzig. Ze werkte na haar middelbareschooltijd in diverse handels- en transportbedrijven in Danzig en werd in 1933 lid van de NSDAP.
Nadat Danzig in 1939 in het Derde Rijk was ingelijfd, ging zij werken voor de Reichsstatthalter Albert Forster in de afdeling Arbeid en Economie. In het voorjaar van 1941 trad zij in dienst van de Sicherheitspolizei in het bezette Nederland. In 1942 ging zij werken voor de afdeling IV B 4 in Den Haag, de Nederlandse afdeling van het Judenreferat van Adolf Eichmann, die belast was met de deportatie van de Joden. In 1943 kreeg zij de verantwoordelijkheid over de afwikkeling van de Rückstellungen, waarbij Joden voor bepaalde tijd van transport waren vrijgesteld. In haar functie bezocht zij meermaals Kamp Westerbork en het concentratiekamp Bergen-Belsen. Het grootste deel van de Joden die een Rückstellung hadden werden alsnog gedeporteerd.
Gertrud Slottke was direct betrokken bij de deportatie op 7 september 1943 uit kamp Westerbork van vier van de vijf leden van de familie Hillesum: de ouders Louis en Riva Hillesum Bernstein, dochter Etty en de jongste zoon Mischa. Fraulein Slottke was de nazi-fuctionaris, werkzaam op het kantoor van het Judenreferat IV B4 in Den Haag, die het dossier Hillesum voorbereidde, ter ondertekening aan haar superieur Wilhelm Zöpf voorlegde en vervolgens afsloot.
Na Dolle Dinsdag werd haar afdeling eerst naar het westen van Duitsland verplaatst en later naar kamp Ravensbrück. Ze kwam tot het einde van de oorlog nog regelmatig in Den Haag en werd na de bevrijding door de Canadezen geïnterneerd. In 1945 keerde zij al weer terug naar Duitsland, waar zij als secretaresse aan de slag ging. In 1948 werd zij in Duitsland als meeloper gedenazificeerd.
Vanaf 1952 werkte zij halve dagen als secretaresse bij het kantoor van de Zuidduitse plantenkwekersvereniging van de Landbouw Hogeschool in Stuttgart-Hohenheim.
In 1959 werd in Duitsland een gerechtelijk vooronderzoek ingesteld naar de deportatie van Joden uit Nederland. Naast Slottke werden ook haar chef Wilhelm Zoepf en diens chef Wilhelm Harster aangeklaagd. In 1967 werden zij veroordeeld voor medeplichtigheid aan de moord op de Joden, Harster voor 82.856 gevallen, Zoepf voor 55.382 en Slottke in 54.982 gevallen. In tegenstelling tot Harster en Zoepf hield Slottke vol onschuldig te zijn en alleen in opdracht gewerkt te hebben. Zij werd tot vijf jaar tuchthuis veroordeeld. Daar verrichtte ze secretaressewerk voor de directrice. Ze werd in augustus 1971 in vrijheid gesteld en overleed vier maanden later.
- Biografisch Portaal: 29116819
- Gemeinsame Normdatei: 128951141
- International Standard Name Identifier: 0000 0000 2081 9428
- Library of Congress Control Number: no2017135843
- Nationale Bibliotheek van Israël: 987007358252205171
- Nederlandse Thesaurus van Auteursnamen: 138748128
- Virtual International Authority File: 28136915
- WorldCat: E39PBJwhBhgP9dmTCkHtYJjHmd